# Zu
Zu, rod riba porodice Trachipteridae red Lampriformes (Cijevooke). Obuhvaća dvije vrste Zu cristatus i Zu elongatus. Narastu do 120 centimetara, a žive u batipelagičkoj zoni; Atlantik (uključujući Mediteran) i Indo-Pacifik. Hrane se manjom ribom i lignjama